# Courbillac
Courbillac est une commune du Sud-Ouest de la France, située dans le département de la Charente (région Nouvelle-Aquitaine) formée des deux anciennes paroisses de Courbillac et d'Herpes.
Ses habitants sont les Courbillacais et les Courbillacaises.

## Géographie

### Localisation et accès
Courbillac est une commune située à l'ouest du département de la Charente, limitrophe de la Charente-Maritime. C'est la plus occidentale des communes du canton de Rouillac.
Elle est à 9 km à l'ouest de Rouillac, 10 km au nord de Jarnac, 14 km au nord-est de Cognac et 29 km d'Angoulême.
À l'écart des grandes routes, la commune de Courbillac est traversée du sud au nord par la D 1, de Sigogne à Neuvicq-le-Château.
Le bourg de Courbillac est situé dans une large plaine traversée par le Tourtrat.

### Hameaux et lieux-dits
Le village d'Herpes est situé sur une hauteur, à deux kilomètres au nord du bourg. Il s'est créé à proximité du croisement de deux voies antiques, celle allant de Brioux-sur-Boutonne à Jarnac qui croisait au sud la voie romaine d'Agrippa de Saintes à Lyon.
Le hameau du Bourg des Dames est situé sur la route de Sigogne à Neuvicq; son nom vient de ce qu'il était une ancienne dépendance d'un couvent de femmes.
On peut encore citer : Petit Beauvais, sur le Tourtrat, le Pont d'Herpes et le Souterrain.

### Communes limitrophes
| Macqueville (Charente-Maritime) | Neuvicq-le-Château (Charente-Maritime) |         |
| Houlette                        | Courbillac                             | Mareuil |
|                                 | Sigogne                                |         |

### Géologie et relief
La commune occupe une plaine calcaire datant du Portlandien (Jurassique supérieur). Dans une grande moitié à l'ouest du Tourtrat, débute la plaine du Pays Bas, ancienne zone lagunaire du Purbeckien (fin du Jurassique),  plus riche en gypse et en argile. La vallée du Tourtrat est occupée par des alluvions du Quaternaire,,.
Le relief de la commune est celui d'une plaine légèrement inclinée vers le sud-ouest, avec de légères hauteurs au nord-ouest et à l'est. La vallée du Tourtrat qui traverse la commune du nord au sud est faiblement marquée.
Le point culminant de la commune est à une altitude de 70 m, situé sur la limite orientale. Le point le plus bas est à 25 m, situé sur la limite occidentale. Le bourg est à environ 40 m d'altitude.

### Hydrographie

#### Réseau hydrographique

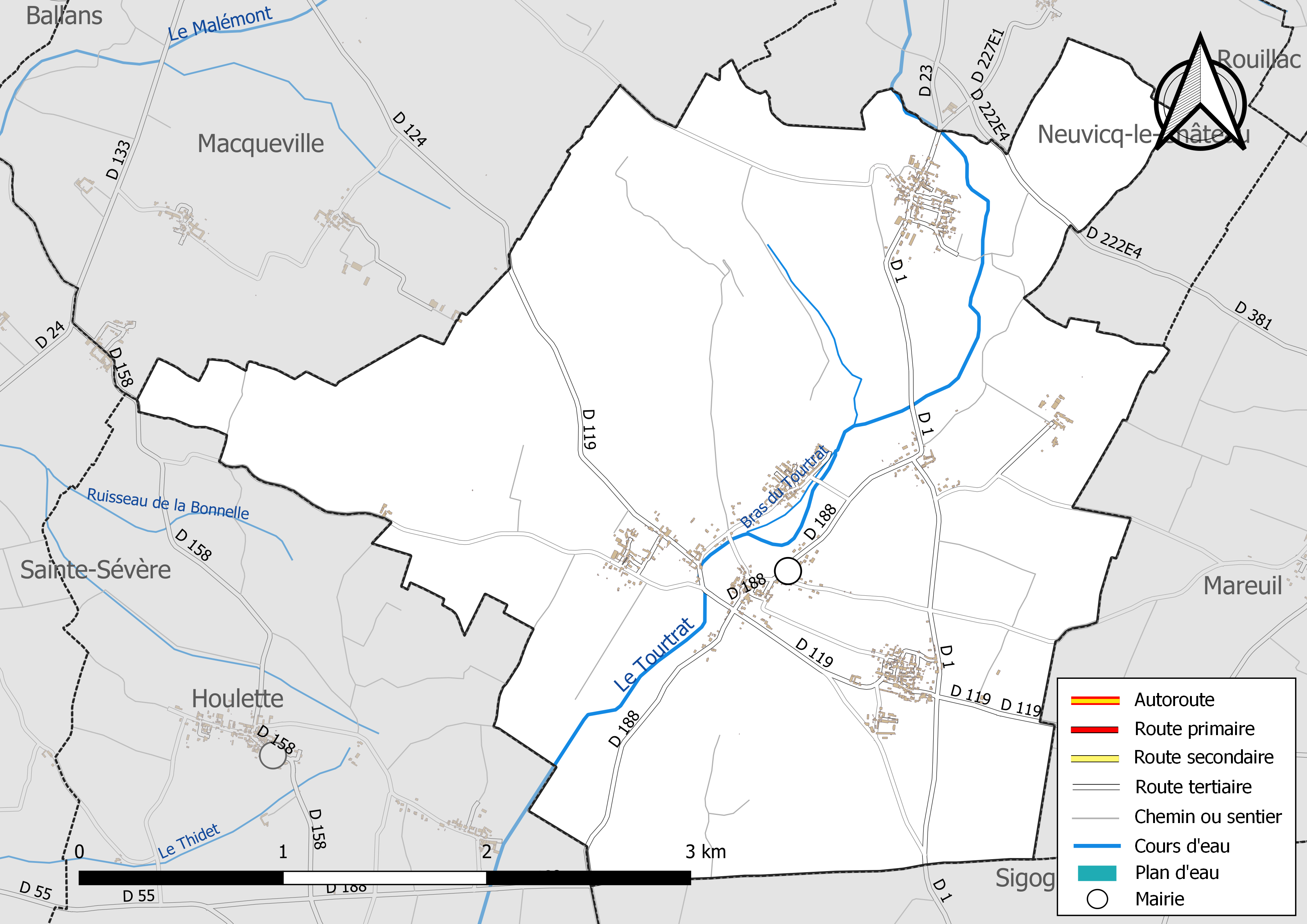
Réseaux hydrographique et routier de Courbillac.

La commune est située dans le bassin versant de la Charente au sein  du Bassin Adour-Garonne. Elle est drainée par le Tourtrat et par un petit cours d'eau, qui constituent un réseau hydrographique de 6 km de longueur totale,.
Un ruisseau relativement long mais à sec en été, le Tourtrat, qui rejoint la Soloire, affluent de la Charente, à Nercillac, traverse la commune. Ce ruisseau est formé par la réunion de trois sources principales : celle qui sort du Gouffre de Neuvicq, en Charente-Maritime, rejoint, avant d'entrer en Charente, la Garonne de Sonneville, qui vient du hameau du Petit Bordeaux, et se grossit un peu plus bas de la Fontaine de Mareuil.
Quelques sources sont situées dans la commune : la fontaine à Brisson, la fontaine des Pierrières, la fontaine Rouillouse, la fontaine Carrée.

#### Gestion des eaux
Le territoire communal est couvert par le schéma d'aménagement et de gestion des eaux (SAGE) « Charente ». Ce document de planification, dont le territoire correspond au bassin de la Charente, d'une superficie de 9 300 km2, a été approuvé le 19 novembre 2019. La structure porteuse de l'élaboration et de la mise en œuvre est l'établissement public territorial de bassin Charente. Il définit sur son territoire les objectifs généraux d’utilisation, de mise en valeur et de protection quantitative et qualitative des ressources en eau superficielle et souterraine, en respect des objectifs de qualité définis dans le troisième SDAGE  du Bassin Adour-Garonne qui couvre la période 2022-2027, approuvé le 10 mars 2022.

### Climat
Comme dans les trois quarts sud et ouest du département, le climat est océanique aquitain.

## Urbanisme

### Typologie
Au 1er janvier 2024, Courbillac est catégorisée commune rurale à habitat dispersé, selon la nouvelle grille communale de densité à 7 niveaux définie par l'Insee en 2022.
Elle est située hors unité urbaine et hors attraction des villes,.

### Occupation des sols
L'occupation des sols de la commune, telle qu'elle ressort de la base de données européenne d’occupation biophysique des sols Corine Land Cover (CLC), est marquée par l'importance des territoires agricoles (92,1 % en 2018), en diminution par rapport à 1990 (93,7 %). La répartition détaillée en 2018 est la suivante : 
terres arables (41,7 %), zones agricoles hétérogènes (32,2 %), cultures permanentes (18,3 %), forêts (4 %), zones urbanisées (3,9 %). L'évolution de l’occupation des sols de la commune et de ses infrastructures peut être observée sur les différentes représentations cartographiques du territoire : la carte de Cassini (XVIIIe siècle), la carte d'état-major (1820-1866) et les cartes ou photos aériennes de l'IGN pour la période actuelle (1950 à aujourd'hui).

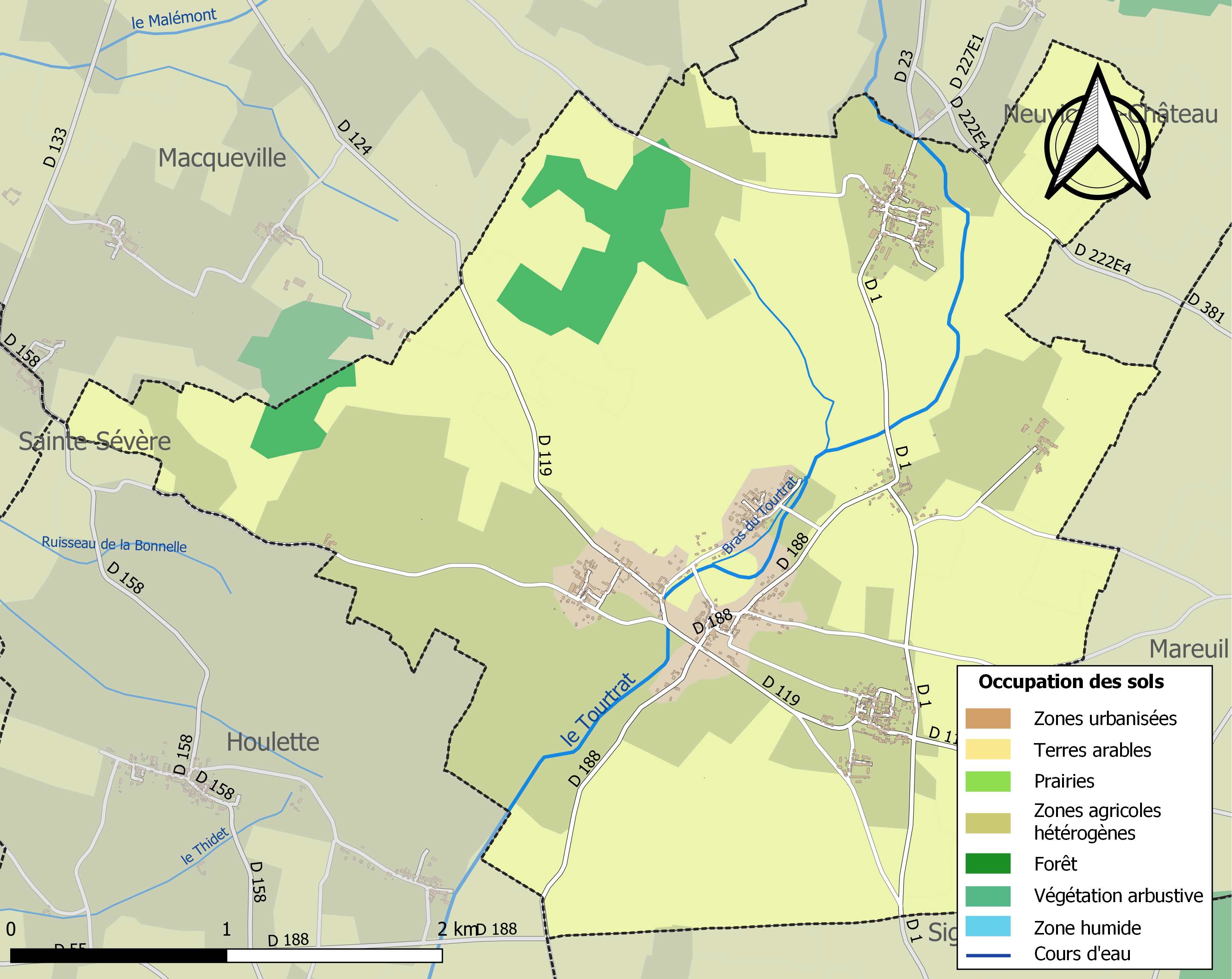
Carte des infrastructures et de l'occupation des sols de la commune en 2018 (CLC).

### Risques majeurs
Le territoire de la commune de Courbillac est vulnérable à différents aléas naturels : météorologiques (tempête, orage, neige, grand froid, canicule ou sécheresse) et séisme (sismicité modérée). Un site publié par le BRGM permet d'évaluer simplement et rapidement les risques d'un bien localisé soit par son adresse soit par le numéro de sa parcelle.

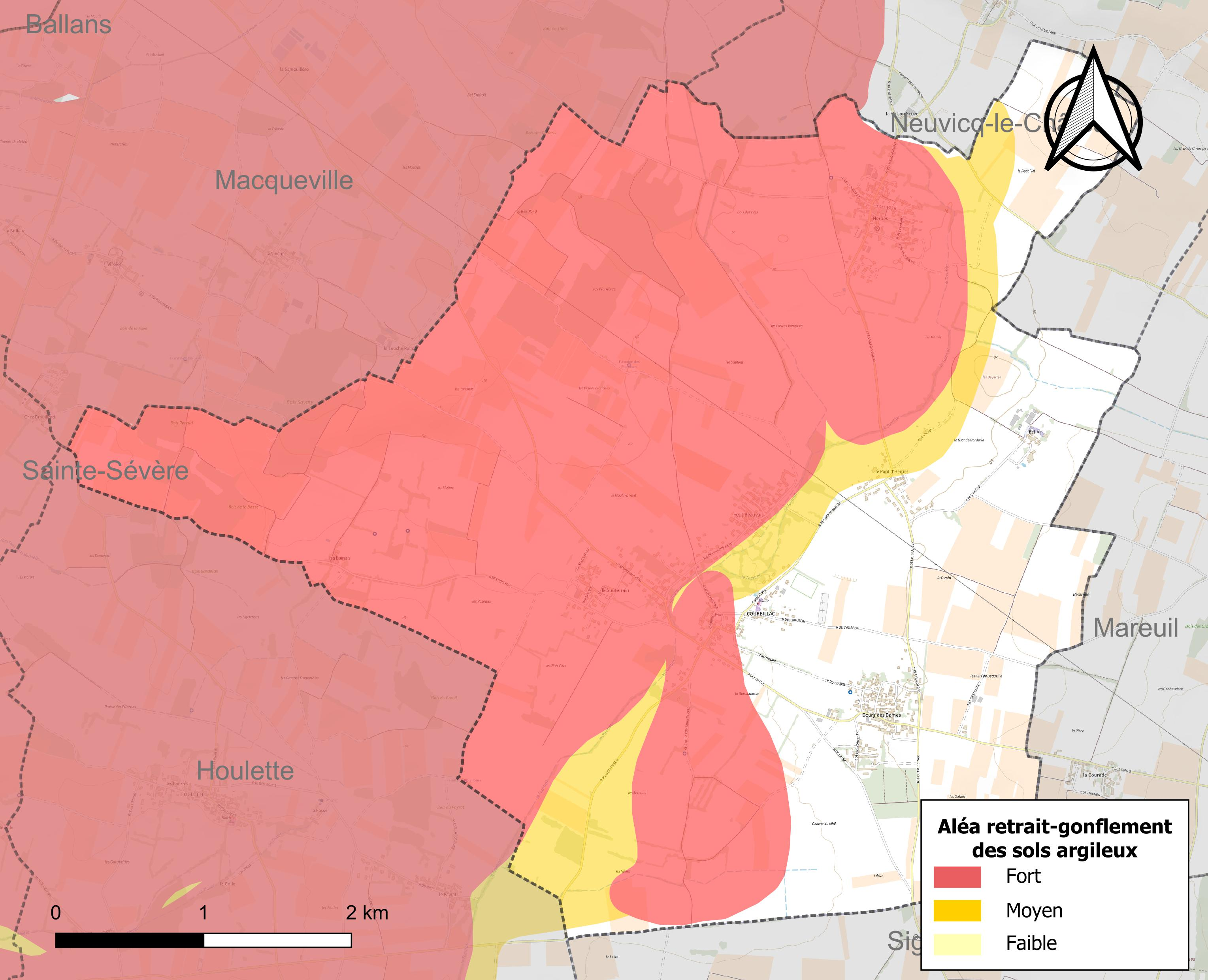
Carte des zones d'aléa retrait-gonflement des sols argileux de Courbillac.

Le retrait-gonflement des sols argileux est susceptible d'engendrer des dommages importants aux bâtiments en cas d’alternance de périodes de sécheresse et de pluie. 70 % de la superficie communale est en aléa moyen ou fort (67,4 % au niveau départemental et 48,5 % au niveau national). Sur les 315 bâtiments dénombrés sur la commune en 2019,  200 sont en aléa moyen ou fort, soit 63 %, à comparer aux 81 % au niveau départemental et 54 % au niveau national. Une cartographie de l'exposition du territoire national au retrait gonflement des sols argileux est disponible sur le site du BRGM,.
Par ailleurs, afin de mieux appréhender le risque d’affaissement de terrain, l'inventaire national des cavités souterraines permet de localiser celles situées sur la commune.
La commune a été reconnue en état de catastrophe naturelle au titre des dommages causés par les inondations et coulées de boue survenues en 1982, 1999 et 2014. Concernant les mouvements de terrains, la commune a été reconnue en état de catastrophe naturelle au titre des dommages causés par des mouvements de terrain en 1999.

## Toponymie
Une forme ancienne est Corbilhaco au XIVe siècle,.
L'origine du nom de Courbillac remonterait à un personnage gallo-romain Corbellius, Corbelius ou Corbius, issu de Corbus, auquel est apposé le suffixe -acum, ce qui correspondrait à Corbilliacum, ou « domaine de Corbellius »,.
Le nom Herpes est vraisemblablement d'origine germanique.

## Histoire
En 416, Patrice Constance promet des terres aux Wisigoths qui s'établissent en Aquitaine, en partie dans le territoire des Santons.
D'où la création du village d'Herpes sur une voie antique allant de Brioux-sur-Boutonne à Jarnac qui croisait la voie romaine Agrippa de Saintes à Lyon, dite Chemin chaussé ou chemin des Romains, située à 3 km au sud. Ils sont chrétiens mais ariens. On leur doit le baptistère octogonal. Le cimetière mérovingien atteste la présence de guerriers francs, arrivés au VIe siècle et remplaçant les Wisigoths dans toute l'Aquitaine.
La commune de Courbillac formait autrefois deux paroisses : Courbillac et Herpes. Sur la paroisse de Courbillac se trouvaient le fief de la Vallade, et une partie importante du fief de la Courade. Ces deux fiefs appartenaient à la famille Horric de la Courade.
Une autre seigneurie, située dans la paroisse de Courbillac, était celle de Pont d'Herpes, qui, aux XVIIe et XVIIIe siècles, appartenait à une famille Laisné, de la robe de Cognac, anoblie par lettres patentes de novembre 1491. Cet anoblissement concernait Jean Laisné, juge-prévôt d'Angoulême, et son frère Jacques Laisné, juge-prévôt royal de Cognac et Merpins, tous deux fils de Guillaume Laisné, juge-prévôt de Cognac et Merpins, et de Sibille Boutaud. Cette famille est aujourd'hui éteinte.
En 1692, la paroisse d'Herpes constituait une seigneurie, membre de celle de Neuvicq, avec droits de haute, moyenne et basse justice, comprenant une métairie et des prés, avec des cens, rentes et agriers. Elle relevait de la baronnie de Thors, en Saintonge, qui, à cette époque, était possédée par le marquis de Pons.
L'état des paroisses de 1686 nous informe que le marquis de Montespan est « à présent » le seigneur de la paroisse d'Herpes de 37 feux dont la terre ne produit que peu de grains et de vin.
Après la Révolution, Herpes a été commune à part entière avant d'être rattaché à Courbillac en 1837.
En 1886, Philippe Delamain, négociant en cognac chez Delamain à Jarnac, fouilla à Herpes un cimetière de l'époque franque du VIe siècle. Il y trouva une exceptionnelle collection d'armes, fibules, bijoux, vases datant de cette époque où les Francs s'étaient installés à Herpes. Cette collection a malheureusement été dispersée. Une partie se trouve au British Museum à Londres,,
En 1999, le village a souffert quelque peu de la tempête ayant traversé la France à ce moment-là.

## Administration
La commune de Courbillac a été créée en 1793 dans le canton de Rouillac et l'arrondissement d'Angoulême puis est passée dans l'arrondissement de Rouillac en 1801, et a absorbé Herpes en 1845. 
| Période                                  | Période  | Identité        | Étiquette | Qualité                         |
| ---------------------------------------- | -------- | --------------- | --------- | ------------------------------- |
| 2001                                     | 2008     | Francis Vincent |           | Agriculteur-viticulteur-éleveur |
| 2008                                     | 2014     | Bernard Cote    | SE        | Viticulteur retraité            |
| 2014                                     | En cours | Gilles Ripoche  |           | Agriculteur                     |
| Les données manquantes sont à compléter. |          |                 |           |                                 |

Le 1er janvier 2008, Courbillac passe de l'arrondissement d'Angoulême à l'arrondissement de Cognac.

### Fiscalité
La fiscalité est d'un taux de 23,04 % sur le bâti, 52,84 % sur le non bâti, et 11,41 % pour la taxe d'habitation (chiffres 2007).
La communauté de communes de Rouillac prélève 10,80 % de taxe professionnelle.

## Démographie

### Évolution démographique
L'évolution du nombre d'habitants est connue à travers les recensements de la population effectués dans la commune depuis 1793. Pour les communes de moins de 10 000 habitants, une enquête de recensement portant sur toute la population est réalisée tous les cinq ans, les populations de référence des années intermédiaires étant quant à elles estimées par interpolation ou extrapolation. Pour la commune, le premier recensement exhaustif entrant dans le cadre du nouveau dispositif a été réalisé en 2006.

En 2022, la commune comptait 729 habitants, en évolution de +0,28 % par rapport à 2016 (Charente : −0,48 %, France hors Mayotte : +2,11 %).
| 1793 | 1800 | 1806 | 1821 | 1831 | 1841 | 1846 | 1851 | 1856 |
| ---- | ---- | ---- | ---- | ---- | ---- | ---- | ---- | ---- |
| 535  | 613  | 598  | 612  | 680  | 920  | 950  | 965  | 990  |

| 1861  | 1866 | 1872 | 1876 | 1881 | 1886 | 1891 | 1896 | 1901 |
| ----- | ---- | ---- | ---- | ---- | ---- | ---- | ---- | ---- |
| 1 034 | 961  | 946  | 884  | 814  | 761  | 706  | 689  | 691  |

| 1906 | 1911 | 1921 | 1926 | 1931 | 1936 | 1946 | 1954 | 1962 |
| ---- | ---- | ---- | ---- | ---- | ---- | ---- | ---- | ---- |
| 653  | 640  | 528  | 553  | 518  | 516  | 457  | 423  | 411  |

| 1968 | 1975 | 1982 | 1990 | 1999 | 2006 | 2011 | 2016 | 2021 |
| ---- | ---- | ---- | ---- | ---- | ---- | ---- | ---- | ---- |
| 400  | 426  | 456  | 473  | 502  | 551  | 685  | 727  | 740  |

| 2022 | - | - | - | - | - | - | - | - |
| ---- | - | - | - | - | - | - | - | - |
| 729  | - | - | - | - | - | - | - | - |

### Pyramide des âges
La population de la commune est relativement jeune.
En 2018, le taux de personnes d'un âge inférieur à 30 ans s'élève à 39,5 %, soit au-dessus de la moyenne départementale (30,2 %). À l'inverse, le taux de personnes d'âge supérieur à 60 ans est de 20,1 % la même année, alors qu'il est de 32,3 % au niveau départemental.
En 2018, la commune comptait 375 hommes pour 372 femmes, soit un taux de 50,2 % d'hommes, légèrement supérieur au taux départemental (48,41 %).
Les pyramides des âges de la commune et du département s'établissent comme suit.
| Hommes | Classe d’âge | Femmes |
| ------ | ------------ | ------ |
| 0,5    | 90 ou +      | 1,9    |
| 6,2    | 75-89 ans    | 7,0    |
| 12,9   | 60-74 ans    | 11,6   |
| 17,1   | 45-59 ans    | 18,3   |
| 23,9   | 30-44 ans    | 21,5   |
| 15,3   | 15-29 ans    | 16,7   |
| 24,1   | 0-14 ans     | 23,0   |

| Hommes | Classe d’âge | Femmes |
| ------ | ------------ | ------ |
| 1      | 90 ou +      | 2,7    |
| 9,2    | 75-89 ans    | 12     |
| 20,6   | 60-74 ans    | 21,3   |
| 20,7   | 45-59 ans    | 20,3   |
| 16,8   | 30-44 ans    | 16     |
| 15,6   | 15-29 ans    | 13,4   |
| 16,1   | 0-14 ans     | 14,3   |

### Remarques
Courbillac absorbe Herpes en 1845.
- Herpes

| 1793 | 1800 | 1806 | 1821 | 1831 |
| ---- | ---- | ---- | ---- | ---- |
| 267  | 248  | 282  | 285  | 264  |

Courbillac et Herpes puis les deux communes réunies ont fait preuve d'une grande stabilité démographique jusqu'au dernier quart du XIXe siècle. La perte de population a duré jusqu'aux années 1960 avec un minimum à moins de 400 habitants soit 39 % de sa population maximale en 1861. Mais depuis la commune a inversé cette tendance et voit sa population augmenter à nouveau constamment.

## Économie
Il existe un centre équestre ainsi que des exploitations agricoles et viticoles. Il y existe aussi un champ de panneaux solaires.

### Agriculture
Courbillac est située sur une terre de polyculture. La viticulture occupe une grande partie de l'activité agricole. La commune est classée dans les Fins Bois, dans la zone d'appellation d'origine contrôlée du cognac. Aussi, au cours du XXe siècle des élevages (de chèvres par exemple) existaient dans le hameau d'Herpes notamment.

## Équipements, services et vie locale

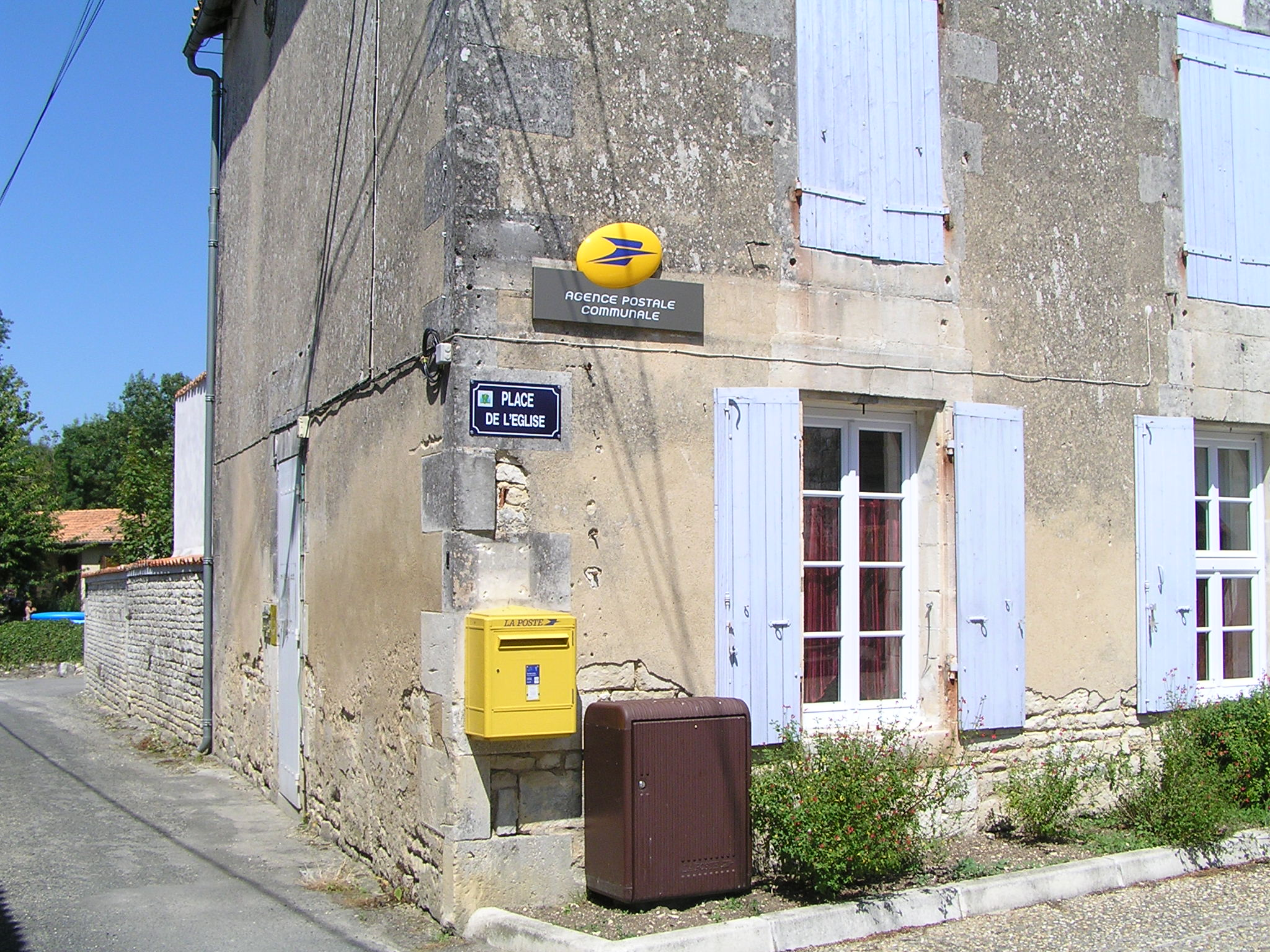
La poste.

### Enseignement
L'école est un regroupement pédagogique intercommunal (RPI) entre Courbillac, Sonneville, Plaizac et Mareuil. Courbillac accueille l'école élémentaire et Mareuil l'école primaire.
Présence de l'ESAT la Merci.

### Culte catholique
Courbillac est rattaché à la paroisse de Sigogne. Deux églises ouvertes au public et aux célébrations : une église dans le bourg de Courbillac et une église à Herpes.

## Lieux et monuments
- L'église d'Herpes dont le baptistère est du VIe siècle.
- Le cimetière des Francs d'Herpes.
- L'église paroissiale de Courbillac.
- Fontaine d'Herpes.

Église de Courbillac
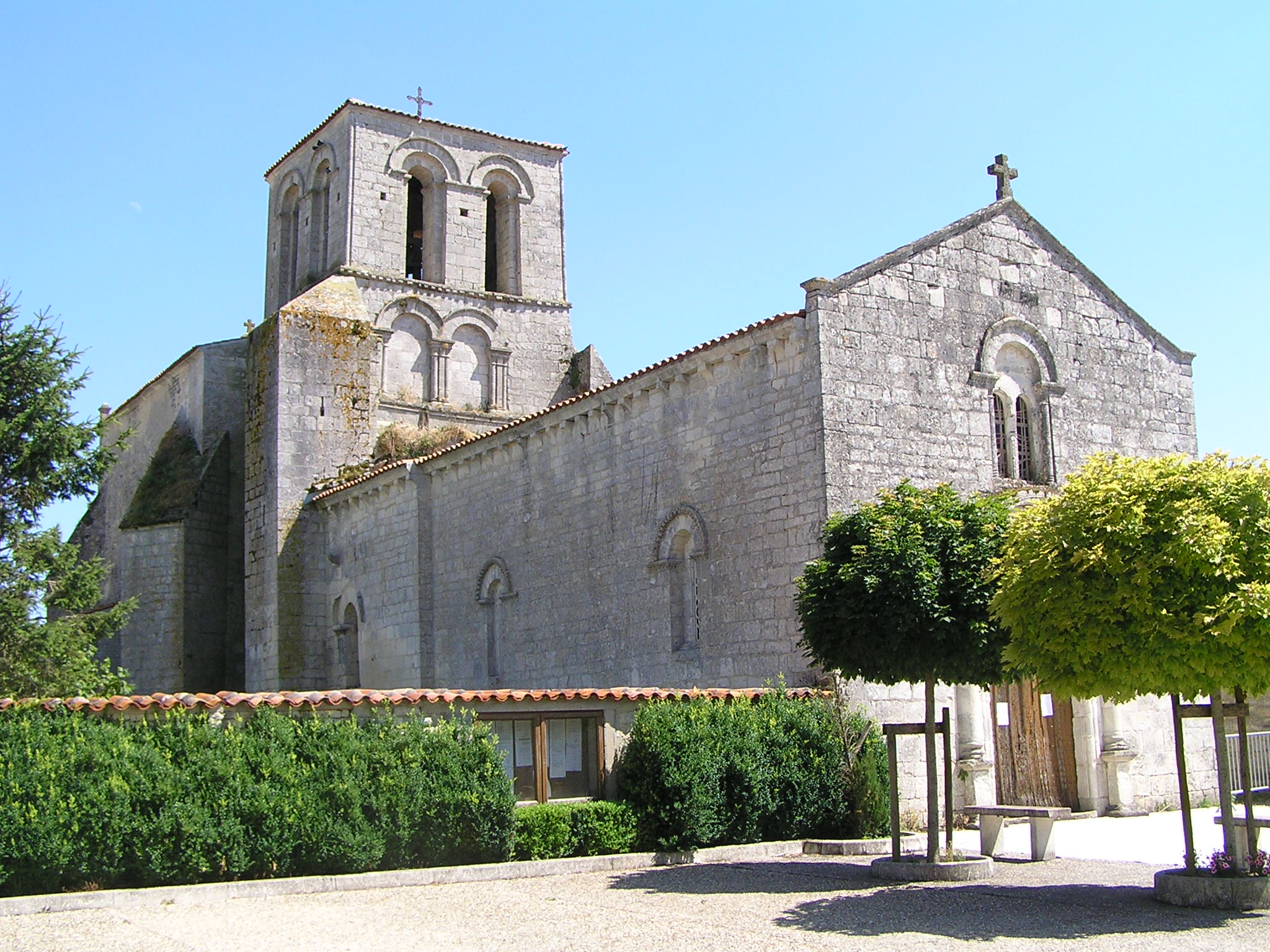
Vue latérale.
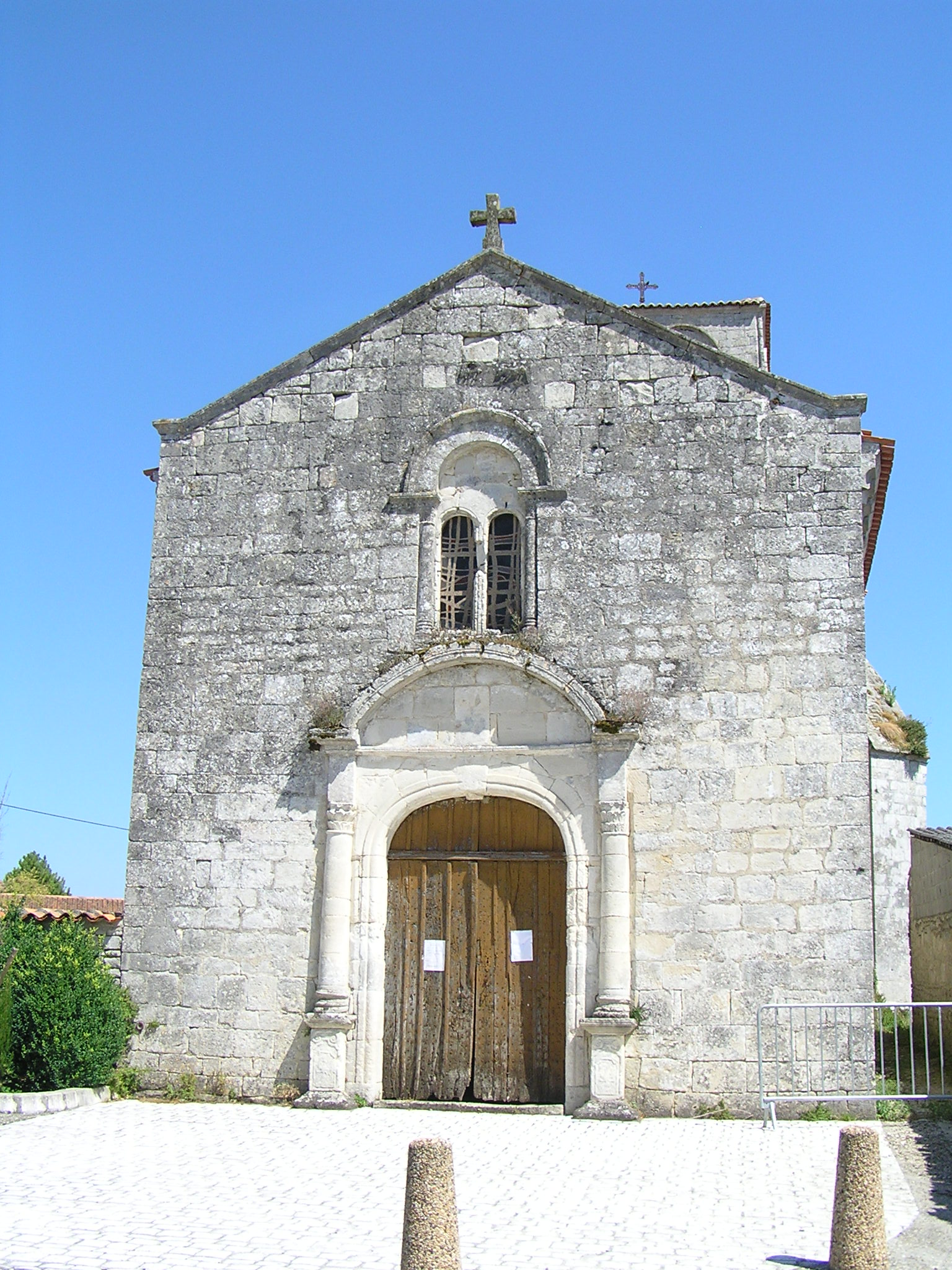
La façade.

De l'ancien logis des Courades il ne reste qu'une tour coiffée d'un toit conique, la seule restant des cinq mentionnées comme existant à l'origine Le logis est plus récent que la tour.